# Fredrik Stenman
Fredrik Stenman (født 2. juni 1983) er en svensk fodboldspiller, der i øjeblikket spiller for IFK Lidingö.
I Sverige startede han sin karriere med at spille for Västerås SK. Senere skiftede han IF Elfsborg, hvor han spillede en sæson. I 2003 skiftede han til Djurgårdens IF. Han scorede 8 mål for klubben og hans præstation imponerede klubberne uden for Sverige. I november 2005 skrev han kontrakt med Bayer Leverkusen for € 800 000. Men Stenman syntes at være for ung til den tyske klub, og han spillede kun et par kampe.
I 2007 underskrev han kontrakt med den hollandske fodboldklub FC Groningen.